# Juana de Ibarbourou
Juana de Ibarbourou, all'anagrafe Juanita Fernández Morales (Melo, 8 marzo 1895 – Montevideo, 15 luglio 1979), è stata una poetessa e scrittrice uruguaiana.

## Biografia

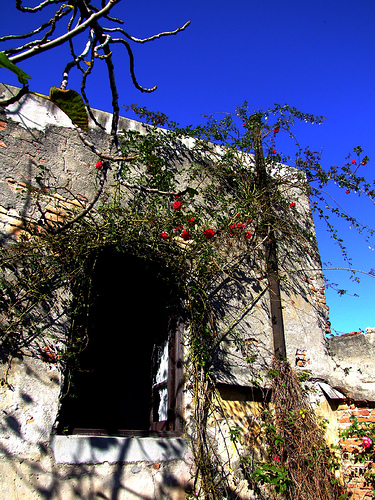
Residenza di Juana de Ibarbourou a Melo, Uruguay, ora adibito come museo.

Di origini spagnole, la Ibarbourou ereditò dal padre l'amore per la sua terra natiaː la Galizia.
È stata definita dalla critica letteraria e dai suoi colleghi, quali Alfonso Reyes, la Juana de América, e il 10 agosto del 1929 ricevette nel Palacio Legislativo di Montevideo, dalle mani di
Juan Zorrilla de San Martín, un anello d'oro per celebrare le sue simboliche nozze con l'America. Negli stessi anni Unamuno descrisse le sue liriche come una "castissima nudità spirituale".
Già nella prima raccolta di versi intitolata Las lenguas de diamante (1918), così come nella prosa El cántaro fresco (1920), nell'autobiografia Chico Carlo (1944), nell'opera teatrale Los sueños de Natacha (1945), la Ibarbourou si caratterizzò per una diffusa sensualità, una grande sensibilità, gioia, ottimismo e per elementi modernisti, simbolisti, elegiaci, grazie ai quali trattò del mondo della natura, della società e del popolo americano, attingendo a piene mani dalla mitologia.
Nel corso della sua carriera, la Ibarbourou si avvicinò ai movimenti di avanguardia e surrealisti, come evidenziò nella raccolta La rosa de los vientos (1930), oltreché alla spiritualità presente nelle opere San Francesco de Asís (1935), Estampas de la Biblia (1934), Loores de Nuestra Señora (1934), nelle quali l'amore, la misericordia, la speranza, la fede religiosa cristiana trascendono il dolore e la delusione della vita quotidiana. In questo periodo creativo, la Ibarbourou preferì scrivere le sue liriche passando dal rispetto della metrica ad un verso maggiormente libero.
La Ibarbourou ottenne vari incarichi importanti, tra i quali, nel 1950, la presidenza della Sociedad Uruguaya de Escritores e la partecipazione all'Accademia Nazionale delle Lettere uruguaiana.
Ricevette numerosi premi nel suo Paese ed in Spagna, oltreché nel 1958 la candidatura per il Premio Nobel per la letteratura.

## Opere

### Poesia
- Las lenguas de diamante, (1919)
- Raíz salvaje, (1922)
- La rosa de los vientos, (1930)
- Perdida, (1950)
- Azor, (1953)
- Mensaje del escriba, (1953)
- Romances del Destino, (1955)
- Oro y Tormenta, (1956)
- Angor Dei, (1967)
- Elegía, (1968)
- Obra completa (Acervo del Estado), opera completa in cinque volumi, (1992)
- Obras escogidas, antologia, (1999)
- Rapsodia de Juana de Ibarbourou, antologia, (2009)
- Perdida, La Pasajera y otras páginas, antologia, (2011)

### Prosa
- El cántaro fresco, (1920)
- Ejemplario, libro per bambini, (1928)
- Loores de Nuestra Señora, editoriale, (1934)
- Estampas de la Biblia, (1934)
- Chico Carlo, autobiografia, (1944)
- Los sueños de Natacha, opera teatrale per l'infanzia, (1945)
- Canto Rodado, libro per studenti, (1958)
- Juan Soldado, collezione di relazioni, (1971)

## Onorificenze e riconoscimenti
- Juana de América, Palazzo legislativo di Montevideo (Uruguay), (1929)
- Ordre Universel du Mérite Humain, Ginevra (Svizzera), per La rosa de los vientos, (1931)
- Medalla de Oro de Francisco Pizarro (Perù), (1935)
- Ordine nazionale del Condor delle Ande (Bolivia), (1937)
- Ordine del Sole del Perù (Perù), (1938)
- Ordem Cruzeiro do Sur (Brasile), (1945)
- Croix du Commandant du Grand Prix Humanitaire (Belgio), (1946)
- Medalla de Oro de Academia Nacional de Letras (Uruguay), (1947)
- Medalla de Oro (Messico), (1951)
- Orden Carlos Manuel de Céspedes (Cuba), (1951)
- Woman of the Americas dal American Women's Union di New York (Stati Uniti d'America), (1953)
- Orden de Eloy Alfaro (Ecuador), (1953)
- Riconoscimento dell'UNESCO, (1954)
- Gran Premio Nacional de Literatura (Uruguay), (1959)